# Piccarda de Bueri
Piccarda de Bueri, dite Nannina, (née en 1368) est l'épouse de Jean de Médicis (1360-1429). Elle est morte en 1433.
Elle est la mère de :
1. Antoine de Médicis (??-1398)
2. Damien de Médicis (??-1390)
3. Cosme de Médicis l'Ancien (1389-1464)
4. Laurent de Médicis l'Ancien (1395-1440)